# Samuel de Vletter

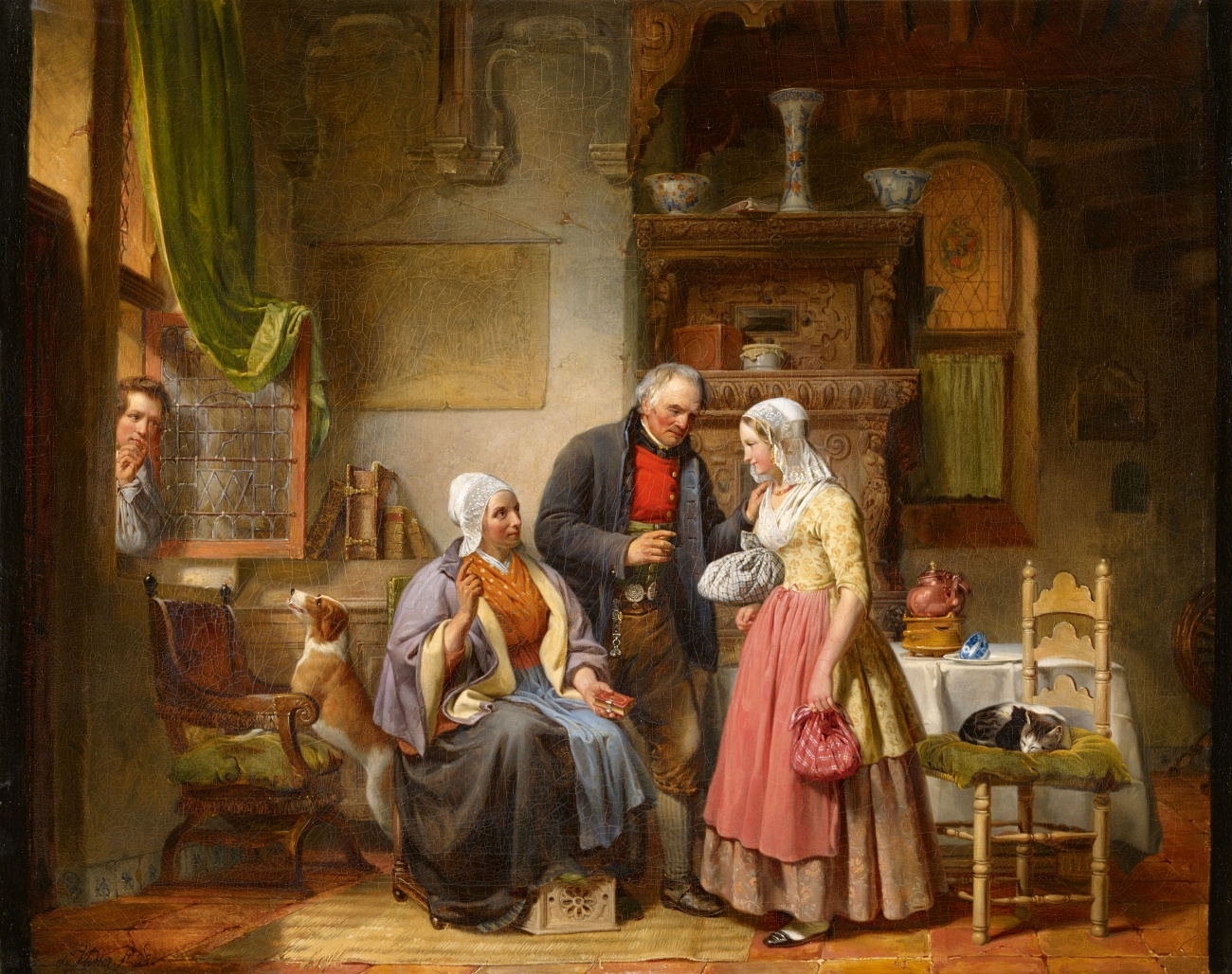
Abschied von den Eltern

Samuel de Vletter (* 19. Juli 1816 in Amsterdam; † 2. September 1844 ebenda) war ein niederländischer Maler und Radierer.
Vletter studierte ab 1829 an der Koninklijke Akademie van Beeldende Kunsten (Amsterdam) und bei Alexander Joseph Daiwaille, nach 1833 wurde er Schüler von Jan Adam Kruseman. 
Er malte und zeichnete historische Szenen und Genre-Stücke. 1841 erhielt er von „Felix Meritis“ in Amsterdam eine Goldmedaille für seine „Binnenvertrek“ (Darstellung eines Innenraumes). 
Er wurde 1843 Mitglied der Amsterdamer Kunstakademie.
Er stellte von 1832 bis 1844 seine Werke auf den Ausstellungen in Amsterdam und Den Haag aus.